# Tsegaye Berhe
République fédérale démocratique d'Éthiopie
Tsegaye Berhe (Ge'ez: ፀጋዬ በርሀ) est un des 112 membres du Conseil de la Fédération éthiopien. Il est un des 6 conseillers de l'État du Tigré et représente le peuple Tigré.
Il a été vice-président de l'état régional du Tigré de 1991 à 2001.